# Marco Vaccari
Marco Vaccari (* 17. Juli 1966 in Mailand) ist ein ehemaliger italienischer Leichtathlet, der sich auf den 400-Meter-Lauf spezialisiert hat. Mit der italienischen 4-mal-400-Meter-Staffel gewann er 1991 die Bronzemedaille bei den Hallenweltmeisterschaften in Sevilla und siegte im selben Jahr bei den Mittelmeerspielen in Athen.

## Sportliche Laufbahn
Erste internationale Erfahrungen sammelte Marco Vaccari vermutlich im Jahr 1991, als er bei den Hallenweltmeisterschaften in Sevilla mit der italienischen 4-mal-400-Meter-Staffel in 3:05,51 min gemeinsam mit Vito Petrella, Alessandro Aimar und Andrea Nuti die Bronzemedaille hinter den Teams aus Deutschland und den Vereinigten Staaten gewann. Im Juli siegte er in 3:03,20 min mit der Staffel bei den Mittelmeerspielen in Athen, ehe er bei den Weltmeisterschaften in Tokio mit 3:02,72 min den Finaleinzug verpasste. Im Jahr darauf belegte er bei den Halleneuropameisterschaften in Genua in 47,18 s den fünften Platz über 400 Meter und im August schied er bei den Olympischen Sommerspielen in Barcelona mit 46,37 s in der ersten Runde aus. Zudem gelangte er mit der Staffel mit 3:02,18 min im Finale auf Rang sechs. 1993 kam er bei den Hallenweltmeisterschaften in Toronto mit 47,84 s nicht über den Vorlauf über 400 Meter hinaus und im August schied er bei den Weltmeisterschaften in Stuttgart mit 3:01,85 min ebenfalls in der Vorrunde aus. Im Jahr darauf schied er bei den Europameisterschaften in Helsinki mit 46,57 s im Halbfinale über 400 Meter aus und wurde im Staffelbewerb in 3:03,46 min Vierter. 1995 verpasste er mit der Staffel bei den Weltmeisterschaften in Göteborg mit 3:02,01 min den Finaleinzug und gewann daraufhin bei den Militärweltspielen in Rom in 3:05,58 min die Bronzemedaille hinter den Teams aus Kenia und Polen. Im Jahr darauf kam er bei den Olympischen Sommerspielen in Atlanta im Vorlauf zum Einsatz und verhalf dem Team zum Einzug ins Semifinale. 1997 schied er bei den Hallenweltmeisterschaften in Paris mit 47,54 s im Halbfinale über 400 Meter aus und verpasste mit der Staffel mit 3:09,98 min den Finaleinzug. Im Juni gewann er bei den Mittelmeerspielen in Bari in 45,74 s die Silbermedaille hinter dem Franzosen Jean-Louis Rapnouil. Daraufhin schied er bei den Weltmeisterschaften in Athen mit 46,32 s im Viertelfinale über 400 Meter aus und gelangte mit der Staffel mit 3:01,52 min im Finale auf Rang sieben. Im Jahr darauf schied er bei den Europameisterschaften in Budapest mit 45,86 s im Semifinale im Einzelbewerb aus und belegte mit der Staffel in 3:02,48 min den vierten Platz. Anschließend wurde er mit der Staffel beim IAAF World Cup in Johannesburg in 3:03,95 min Sechster. 1999 beendete er seine aktive sportliche Karriere im Alter von 33 Jahren.
In den Jahren 1992 und 1994 sowie 1997 und 1999 wurde Vaccari italienischer Meister im 400-Meter-Lauf. Zudem wurde er 1996 Hallenmeister über 200 Meter und 1997 über 400 Meter.

## Persönliche Bestleistungen
- 200 Meter: 21,54 s (−4,6 m/s), 10. Mai 1998 in Rieti
  - 200 Meter (Halle): 21,29 s, 25. Februar 1996 in Turin
- 400 Meter: 45,47 s, 23. Juni 1992 in Bologna
  - 400 Meter (Halle): 46,34 s, 29. Februar 1992 in Genua